# Copa d'Europa de futbol 1988-89
La Copa d'Europa de futbol 1988–89 fou l'edició número trenta-quatre en la història de la competició. Es disputà entre el setembre de 1988 i el maig de 1989, amb la participació inicial de 31 equips de 31 federacions diferents.
La competició fou guanyada per l'AC Milan a la final davant del FC Steaua Bucureşti a l'estadi del Camp Nou de Barcelona.

## Primera ronda
| Equip 1                     | Global | Equip 2           | Anada | Tornada |
| --------------------------- | ------ | ----------------- | ----- | ------- |
| PSV                         | Bye    | –                 | –     | –       |
| FC Porto                    | 3–2    | HJK               | 3–0   | 0–2     |
| Górnik Zabrze               | 7–1    | Jeunesse Esch     | 3–0   | 4–1     |
| Reial Madrid                | 4–0    | Moss              | 3–0   | 1–0     |
| Budapest Honvéd             | 1–4    | Celtic FC         | 1–0   | 0–4     |
| Dynamo Berlin               | 3–5    | Werder Bremen     | 3–0   | 0–5     |
| Vitosha                     | 2–7    | AC Milan          | 0–2   | 2–5     |
| Dundalk                     | 0–8    | Estrella Roja     | 0–5   | 0–3     |
| Ħamrun Spartans             | 2–3    | 17 Nëntori Tirana | 2–1   | 0–2     |
| Pezoporikós Ómilos Làrnakas | 2–7    | IFK Göteborg      | 1–2   | 1–5     |
| Sparta Praga                | 3–7    | Steaua Bucarest   | 1–5   | 2–2     |
| Spartak Moscou              | 3–1    | Glentoran         | 2–0   | 1–1     |
| Club Brugge                 | 2–2¹   | Brøndby           | 1–0   | 1–2     |
| Valur                       | 1–2    | AS Monaco         | 1–0   | 0–2     |
| Larissa                     | 3–3²   | Neuchâtel Xamax   | 2–1   | 1–2     |
| Rapid Viena                 | 2–3    | Galatasaray       | 2–1   | 0–2     |

¹ Club Brugge passà a la segona ronda per la regla del valor doble dels gols en camp contrari.
² Neuchâtel Xamax passà a la segona ronda en vèncer des del punt de penal.

## Segona ronda
| Equip 1           | Global | Equip 2        | Anada | Tornada |
| ----------------- | ------ | -------------- | ----- | ------- |
| PSV               | 5–2    | FC Porto       | 5–0   | 0–2     |
| Górnik Zabrze     | 2–4    | Reial Madrid   | 0–1   | 2–3     |
| Celtic FC         | 0–1    | Werder Bremen  | 0–1   | 0–0     |
| AC Milan          | 2–2¹   | Estrella Roja  | 1–1   | 1–1     |
| 17 Nëntori Tirana | 0–4    | IFK Göteborg   | 0–3   | 0–1     |
| Steaua Bucarest   | 5–1    | Spartak Moscou | 3–0   | 2–1     |
| Club Brugge       | 2–6    | AS Monaco      | 1–0   | 1–6     |
| Neuchâtel Xamax   | 3–5    | Galatasaray    | 3–0   | 0–5     |

¹ Milan passà a quarts de final en vèncer des del punt de penal.

## Quarts de final
| Equip 1       | Global | Equip 2         | Anada | Tornada |
| ------------- | ------ | --------------- | ----- | ------- |
| PSV           | 2–3    | Reial Madrid    | 1–1   | 1–2     |
| Werder Bremen | 0–1    | AC Milan        | 0–0   | 0–1     |
| IFK Göteborg  | 2–5    | Steaua Bucarest | 1–0   | 1–5     |
| AS Monaco     | 1–2    | Galatasaray     | 0–1   | 1–1     |

## Semifinals
| Equip 1         | Global | Equip 2     | Anada | Tornada |
| --------------- | ------ | ----------- | ----- | ------- |
| Reial Madrid    | 1–6    | AC Milan    | 1–1   | 0–5     |
| Steaua Bucarest | 5–1    | Galatasaray | 4–0   | 1–1     |

## Final
| AC Milan | 4–0 | Steaua Bucarest Gullit 17' 38' · Van Basten 26' 46' |
| -------- | --- | --------------------------------------------------- |
|          |     |                                                     |

| Guanyador de la Copa d'Europa 1988-89 |
| ------------------------------------- |
| AC Milan Tercer títol                 |